# Alexandre Iolas
Alexandre Iolas (né à Alexandrie 26 mars 1908 – mort à New York le 8 juin 1987) est un galeriste d'art grec d'origine égyptienne et un collectionneur important d'œuvres d'art moderne.

## Biographie
Alexandre Iolas, né Constantin Coutsoudis à Alexandrie en Égypte le  26 mars 1908, dans une famille aisée de commerçants de coton. Le père d'Iolas, Andreas, s'occupe du commerce du coton en Égypte. Il est classificateur et se rend souvent en Haute-Égypte afin de vérifier la qualité du coton.
Cependant, dès son jeune âge, il  montre un penchant pour les arts et par conséquent, en 1928, il décide de s'installer à Athènes. Là, Alexander Iolas   commence à s'associer à un important cercle artistique de personnes telles que Kostis Palamas et Angelos Sikelianos, qui joue le rôle de professeur dans sa vie, ainsi que sa conjointe, Eva Palmer-Sikelianos. C'est à Athènes qu'il fait ses premiers pas dans la danse.
En 1930, à la demande de Dimitri Mitropoulos, il s'installe à Berlin où il se consacre à des études de danse. Il fréquente l'école de Tatjana et Victor Gsovsky, tandis qu'il participe au Festival de Salzbourg de 1931 à 1932.
En novembre 1932, Iolas s'installe à Paris où il continue à étudier le ballet avec des professeurs très importants, tout en suivant également des cours d'art à la Sorbonne.
En 1935, Alexander Iolas se rend à New York. Là, le 14/12/1935, il signe un contrat avec la troupe de danse Ballet Productions et fait ses débuts au Metropolitan Opera House en dansant La Traviata.
Le 19/11/1945 Alexandre Iolas est devenu citoyen américain naturalisé et a signé sous le nom de Constantine Coutsoudis, car le changement officiel de son nom a eu lieu plus tard.
La restructuration de son nom fut son invention. Il était déjà apparu sous le nom de Jolas Coutsoudis dans des programmes théâtraux depuis 1931, bien avant son départ pour l'Amérique. Le nom Iolas a progressivement remplacé son nom de famille originel car il était plus euphonique, à deux syllabes et donc plus facile à prononcer. Cependant, c'était surtout symbolique puisqu'il était associé à Iolaos, une figure glorieuse de la mythologie grecque. Alexandre était aussi un nom glorieux, étroitement lié au pays dans lequel il est né.
En 1945, Iolas a décidé d'abandonner la danse et d'explorer une voie de transition vers l'art. On disait que cette transition était due à une blessure qu'il avait subie, mais la vérité est qu'en 1945 Iolas avait déjà 37 ans et comme il l'avait dit lui-même: “Je devenais trop vieux pour danser”.
Le 1er septembre 1945, la première galerie d’ Iolas, la Hugo Gallery, est officiellement établie à New York, nommée en l'honneur de François Hugo, le dernier conjoint de Donna Maria Ruspoli qui était une amie proche d'Iolas. Il a commencé par exposer des œuvres d'artistes surréalistes européens, tels que René Magritte, Max Ernst, Giorgio de Chirico, Victor Brauner et al. Là, en 1952, Iolas présente aussi la première exposition d' artiste d'avant-garde Andy Warhol. Il a ensuite collaboré avec les Nouveaux Réalistes (Niki de Saint Phalle, Jean Tinguely, Martial Raysse et al), avec des artistes d'Arte Povera (Jannis Kounellis, Pino Pascali et al) et bien d'autres. En 1954, la galerie s'est agrandie et a été rebaptisée Alexander Iolas Inc.
Alexander Iolas fut parmi des pionniers du développement d'un “réseau” de galeries d'art, satellites d'une galerie d'art centrale, en ouvrant de nouvelles Galeries Alexander Iolas à Genève (1963), Paris (1964), Milan (1966), Zurich, Madrid et Rome. Parallèlement, il fait la promotion d'artistes grecs à l'étranger, tels que Nikos Khatzikyriakos-Ghikas, Vagis, Moralis et Tsarouchis. Il a également collaboré avec la jeune génération de Grecs, tels que Kostas Tsoklis, Pavlos, Takis, Akrithakis, Alekos Fassianos et Mara Karetsos, qui avaient déjà commencé une carrière à l'étranger.
Il a aussi publié des catalogues d'art, préfacés entre autres par André Breton et Pierre Restany, ainsi que des livres de collection d'artistes et de poètes en nombre limité d'exemplaires (Max Ernst, Yannis Ritsos, Odysseas Elytis et al). Il a fait don d'œuvres d'art à de grands musées, tels que le Metropolitan Museum of Art et le Museum of Modern Art de New York, le Centre Georges Pompidou à Paris (donations en 1977), ainsi que la Pinacothèque nationale d'Athènes (donation en 1971).
Ayant obtenu une reconnaissance mondiale, il affirmait souvent qu'il reviendrait en Grèce afin de contribuer au progrès de sa vie artistique. La chute de la dictature des colonels lui a ouvert la voie. Il ferma progressivement toutes ses galeries sauf celle de New York, tenant ainsi sa promesse à Marx Ernst de s'arrêter à sa mort. Le fait que, dans les années 1970, de nombreux artistes de la vieille garde soient morts, des gens avec qui Iolas avait été nourri et pour qui il avait un profond amour et respect, a dû également jouer un rôle important dans sa décision. En Grèce, il a collaboré avec différentes galeries telles que la galerie Zoumboulakis - Iolas, Medusa, Vicky Drakos, Athens Art Gallery, Skoufa et al.
De 1985 jusqu'à sa mort, en 1987, Iolas a été traité avec méfiance et méchanceté par une grande partie de la presse grecque, ce qui a créé une image vulgaire de lui. Il a même été accusé de commerce illicite d'antiquités, une affaire qui n'est pas parvenue au tribunal car il est décédé, tandis que toutes les autres accusations ont été abandonnées comme sans fondement. À l'initiative de Costas Gavras, il y a eu, de l'étranger, une tentative de défense d'Iolas, qui a été cosignée par de nombreuses personnalités internationalement reconnues, comme la byzantinologue – historienne Hélène Glykatzi-Ahrweiler.
En 1984, il a fait don au Musée macédonien d'art contemporain de 47 œuvres d'art contemporain de sa collection personnelle, alors qu'il a promis de faire don d'autres œuvres. Finalement, il n'a pas réussi de tenir cette promesse car, en 1987, Alexandros Iolas meurt dans un hôpital de New York, vaincu par le Sida.
En 1984, il chargea aussi l'artiste pop américain Andy Warhol de réaliser une série de peintures d'après La Cène de Léonard de Vinci. Les œuvres ont été créées à Milan quelques mois seulement avant la mort des deux hommes.